# Comitatul Kanawha, Virginia de Vest
Comitatul Kanawha (în engleză Kanawha County) este un comitat din statul Virginia de Vest, Statele Unite ale Americii. Începând cu recensământul din 2010, populația a fost de 193.063, ceea ce a făcut ca acesta să fie cel mai populat județ din Virginia de Vest. Scaunul său este Charleston, capitala statului.

## Istorie
Județul a început formarea în 14 noiembrie 1788 sub autoritatea Adunării Generale Virginia și a fost înființat la 5 octombrie 1789. Județul a fost numit pentru râul Kanawha, care la rândul său a fost numit după tribul indian care locuia în zonă . Județul a fost locul unei greve de mineri sângeroase în 1912 și a unei controverse majore în 1974, care a inclus bombardamente și a primit atenția națională.

## Politic
Județul Kanawha a fost dominat de Partidul Democrat pentru cea mai mare parte a secolului al XX-lea, deși într-o măsură mai mică decât o mare parte din Virginia de Vest. Cu toate acestea, începând cu anul 2004, acesta a fost câștigat de republicani în alegerile prezidențiale, deși în calitate de județ urban, leaganul republicanilor nu a fost atât de vast ca în majoritatea restului statului.

## Economie
Conform recensământului din S.U.A. din 2010, în județul Kanawha există aproximativ 4981 de întreprinderi din sectorul privat. Există 89.768 de persoane care sunt în prezent angajate care locuiesc în județul Kanawha. Cele mai notabile întreprinderi din județul Kanawha; Parcul Tech în South Charleston, Gestamp în South Charleston, Cazinoul Mardi Gras, Chesapeake Energy în Charleston, Walker Machinery în Belle, Centrul Medical Charleston din Charleston, Spitalul Thomas Memorial din South Charleston, Spitalul Saint Francis din Charleston, C & O Motors în Saint Albans , Bert Wolf Ford din Charleston, Smith Motor Company din Charleston și Joe Holland Chevrolet din South Charleston pentru a numi câteva. Județul Kanawha este, de asemenea, bine cunoscut pentru multe întreprinderi din industria chimică, cu prezență de la Dow Chemical Company, Clearon Corporation și FMC Corporation, toate situate în South Charleston și DuPont în Belle.

## Demografie
|  | Graficele sunt indisponibile din cauza unor probleme tehnice. Mai multe informații se găsesc la Phabricator și la wiki-ul MediaWiki. |

Date: Wikidata - grafică realizată de Wikipedia
Format:Comitatul Kanawha, Virginia de Vest